# إدريس اليزمي
إدريس اليزمي (بالفرنسية: Driss el-Yazami) (مواليد سنة 1952، فاس) ناشط مغربي في مجال حقوق الإنسان. يشغل منصب رئيس المجلس الوطني لحقوق الإنسان في المغرب منذ 3 مارس 2011.

## مسيرته
حصل على دبلوم من مركز تكوين واستكمال تكوين الصحافيين بباريس، وهو عضو بالمجلس الاستشاري لحقوق الإنسان، وعضو سابق لهيئة الإنصاف والمصالحة، وعضو المجلس الإداري لمؤسسة الثقافات الثلاث.
وهو أيضا المندوب العام لـ «جنيريك» (Génériques) وهي جمعية متخصصة في تاريخ الأجانب والهجرة في فرنسا، ورئيس تحرير مجلة "Migrance"، ونائب سابق لرئيس الرابطة الفرنسية لحقوق الإنسان (LDH)، وعضو سابق للجنة التنفيذية للشبكة الأورومتوسطية لحقوق الإنسان.
وهو حاليا الكاتب العام للفيدرالية الدولية لعصب حقوق الإنسان (FIDH)، وهو رئيس المؤسسة الأورومتوسطية من أجل المدافعين عن حقوق الإنسان وعضو المجلس الإداري ومجلس التوجيه للتجمع الوطني لتاريخ الهجرة بفرنسا.

## أعمال ومنشورات
ساعد اليزمي في إخراج فيلم «فرنسا، أرض الإسلام؟» سنة 1984، كما عمل مفوضاً عاماً لمجموعة من المعارض، منها:
- «فرنسا الأجانب، فرنسا الحريات» (مارسيليا، باريس، أورليون، ستراسبورغ، 1989-1992).
- «في مرآة الآخر، الهجرة بفرنسا وألمانيا» (فرانكفورت، ماي 1993).
- «أجيال، قرن من تاريخ المغاربيين في فرنسا» (ليون، يونيو 2009).

شارك اليزمي في تحرير وتنسيق العديد من الإصدارات من بينها:
- «من أجل حقوق الإنسان1989» (باللغتين الفرنسية والإنجليزية - سيروس-آرتيس، باريس، 1989).
- «الأجانب في فرنسا، دليل مصادر الأرشيفيات العمومية والخاصة» (القرنين 19 و20).
- «باريس العربية» (لاديكوفيرت - 2003).